# TV Diversa
TV Diversa é uma emissora de televisão aberta brasileira, sediada em Juiz de Fora, Transmitiu a TV Cultura entre 2017 e 2021, quando passou a substituir gradativamente a sua programação a partir de programação própria e parceria firmada com a Rede Minas, que na virada de 2023 para 2024, terminou e depois com a TV Brasil. A emissora extinguiu sua cobertura jornalística local e seus programas, passando a retransmitir a TV Brasil.

## História
Tem como objetivo ser uma alternativa ao formato tradicional de televisão, priorizando sempre a informação, cultura, educação e entretenimento. Com um time de profissionais de excelência, hoje, a Diversa é uma das emissoras regionais mineiras com o maior volume de programação própria. As atividades iniciaram em 2016, retransmitindo o sinal da emissora parceira TV Cultura para as cidades de Juiz de Fora e região. 
Em 2 de junho de 2017, a emissora iniciou a transmissão de sua programação em alta definição (HD) em Juiz de Fora.
Em novembro de 2017, a TV Diversa foi anunciada em Lavras, com transmissão em HD no canal 39.1. A emissora tinha um transmissor de 300 watts de potência instalado na serra da Bocaina, alcançando 37 cidades e uma população de aproximadamente um milhão de pessoas. Inicialmente, a TV Diversa retransmitia a programação da TV Cultura. A sede administrativa da emissora era em Barroso. A autorização para instalação do canal foi concedida pelo Ministério das Comunicações e publicada no Diário Oficial da União (DOU).
Em agosto de 2021, a emissora expandiu sua programação para diversos municípios de Minas Gerais, como parte do projeto Diversa em Rede. A seleção de pautas foi feita considerando a relevância regional.
Em 30 de agosto de 2023, a TV Diversa encerrou sua parceria com a Congregação Católica Verbo Divino, resultando na demissão de 30 funcionários. A TV Diversa comunicou que o encerramento da parceria foi motivado pela saída da empresa Esdeva do projeto, o que inviabilizou sua continuidade com a entidade católica.
Em 22 de dezembro de 2023, a TV Diversa anunciou oficialmente em seu site que o empresário João Juvenal de Souza Mello assumiu como novo CEO do canal. A nomeação foi realizada com o objetivo de impulsionar a visão inovadora da emissora, visando consolidá-la como referência entre os canais educativos do Brasil.
Em 2 de fevereiro de 2024, a emissora reinaugurou-se em São José dos Campos, tornando-se um canal aberto nacional. A mudança proporcionou estúdios mais modernos e fortaleceu sua capacidade de produzir conteúdo educativo de alta qualidade. A emissora também expandiu sua presença com uma unidade em Barueri, na região metropolitana de São Paulo.